# Manjari Makijany
Manjari Makijany, née le 23 février 1987 à Bombay (Inde), est une réalisatrice, scénariste et productrice indienne.
Elle travaille sur des films américains et hindis et est surtout connue pour ses courts métrages primés, The Last Marble (2012) et The Corner Table (2014),.

## Biographie
Manjari Makijany est la fille de l'acteur de Bollywood Mac Mohan (en) et la cousine de l'actrice Raveena Tandon.
Makijany est l'une des huit femmes choisies pour participer à l'atelier de mise en scène pour les femmes du Conservatoire AFI 2016. Elle est la deuxième Indienne à participer au programme depuis sa création en 1974. Dans le cadre de l'AFI DWW, elle réalise I See You (2016), un thriller dramatique sur un kamikaze qui a changé d'avis dans le métro de New York. Elle est également l'une des 25 femmes sélectionnées pour participer au premier Fox Filmmakers Lab 2017. Manjari est l'un des huit cinéastes sélectionnés pour participer à la première édition de Universal Pictures Directors Intensive 2017.
Makijany travaille comme assistant réalisateur sur les films indiens Wake Up Sid et 7 Khoon Maaf (Saat Khoon Maaf) et travaille également sur  les programmes indiens de Mission impossible : Protocole Fantôme (Mission: Impossible – Ghost Protocol) et The Dark Knight Rises.
L'incursion de Makijany dans l'écriture et la réalisation commence avec un film muet de sept minutes, The Last Marble (2012) qui est présenté en avant-première au Seattle International Film Festival et qui reçu-oit beaucoup d'appréciation de la critique en remportant les prix internationaux du "Meilleur film" à l'Indian Film Festival de Melbourne. Le film est classé parmi les « Best of Fest » au Festival international du court métrage de Clermont-Ferrand et est projeté dans plus de trente festivals internationaux.
The Corner Table (2014), son deuxième film, met en vedette l'acteur Tom Alter, décoré d'un Padma Shri. Le court métrage de 24 minutes remporte le prix du "Meilleur acteur" et la "Mention spéciale du jury" au Dada Saheb Phalke Film Festival de New Delhi (2014) et est nommé pour le "Meilleur film". Il est également nommé pour le "Meilleur film" au New York Indian Film Festival (2014). Le film fait partie du Cannes Short Film Corner et d'une "Sélection Officielle" du Emerging Filmmakers Showcase au Pavillon Américain - Festival de Cannes.
En 2019, Makijany commence à tourner Skater Girl (initialement titré Desert Dolphin, 2021), un long métrage narratif écrit avec Vinati Makijany. Le film est l'histoire d'une adolescente tribale du Rajasthan, en Inde, qui découvre le skate auprès d'une Britannique d'une trentaine d'années. Skater Girl est le premier long métrage réalisasé par Makijany et est tourné à Khempur, un village près d'Udaipur, au Rajasthan, en 2019. Le film présente la nouvelle venue Rachel Sanchita Gupta et met en vedette Amrit Maghera, Jonathan Readwin, Swati Das, Ankit Rao et la légendaire actrice Waheeda Rehman. Dans le cadre du film, les producteurs construisent le premier skatepark du Rajasthan et, à l'époque, le plus grand d'Inde. Couvrant plus de 15 000 pieds carrés (1 393,55 m2), il demeure un skatepark public pour les enfants et les amateurs.